# Fromeréville-les-Vallons
Fromeréville-les-Vallons ist eine französische Gemeinde mit 212 Einwohnern (Stand: 1. Januar 2022) im Département Meuse in der Region Grand Est (vor 2016: Lothringen). Die Gemeinde gehört zum Arrondissement Verdun und zum Kanton Clermont-en-Argonne. Die Einwohner werden Fromerévillois genannt.

## Geographie
Fromeréville-les-Vallons liegt etwa sechs Kilometer westlich von Verdun. Umgeben wird Fromeréville-les-Vallons von den Nachbargemeinden Marre im Norden und Nordosten, Thierville-sur-Meuse im Osten und Süden, Sivry-la-Perche im Südwesten und Westen, Béthelainville im Westen sowie Montzéville im Nordwesten.

## Bevölkerungsentwicklung
| Jahr                       | 1962 | 1968 | 1975 | 1982 | 1990 | 1999 | 2006 | 2019 |
| Einwohner                  | 280  | 249  | 244  | 230  | 258  | 228  | 238  | 206  |
| Quellen: Cassini und INSEE |      |      |      |      |      |      |      |      |

## Sehenswürdigkeiten

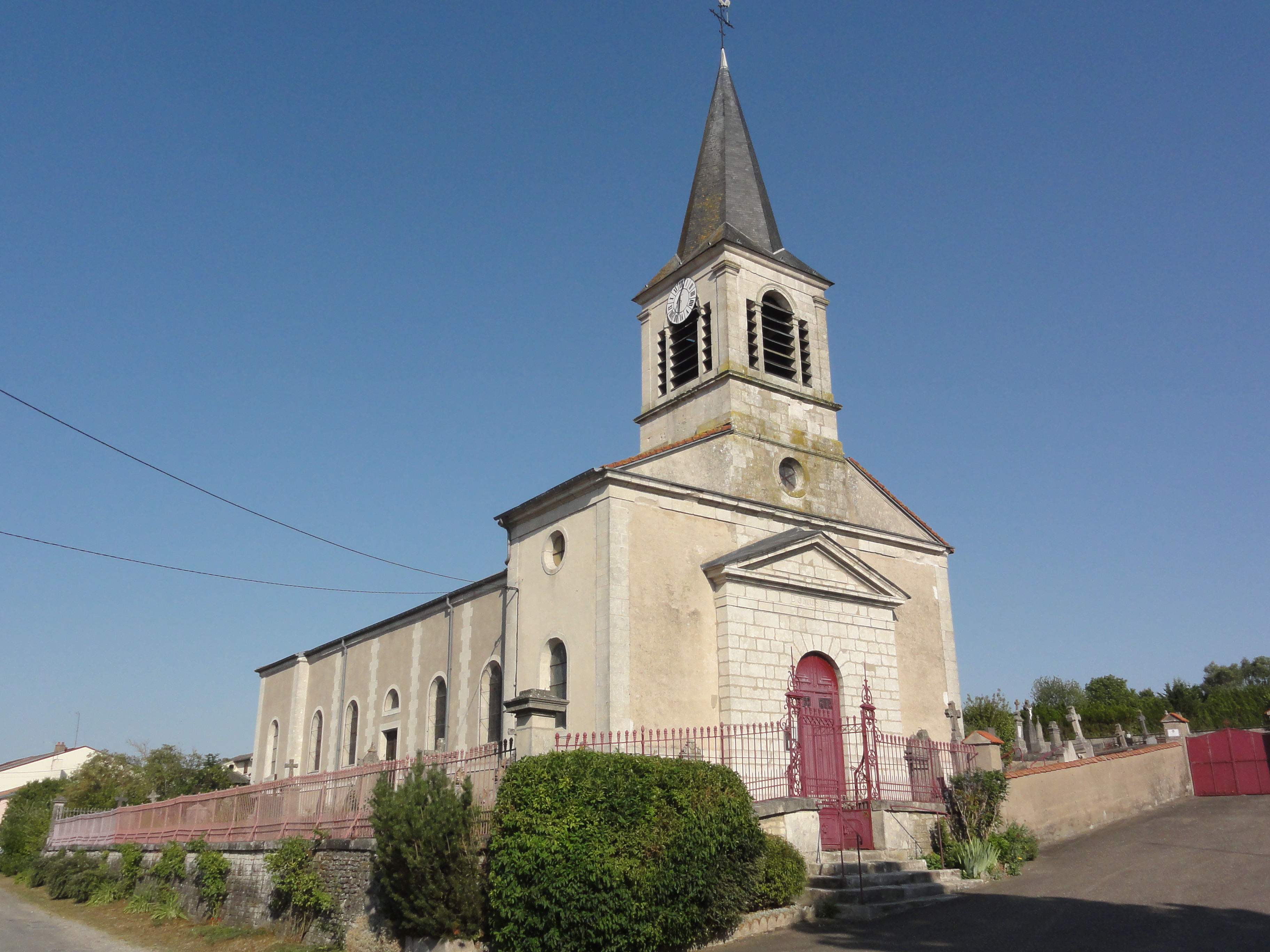
Kirche Saint-Alban
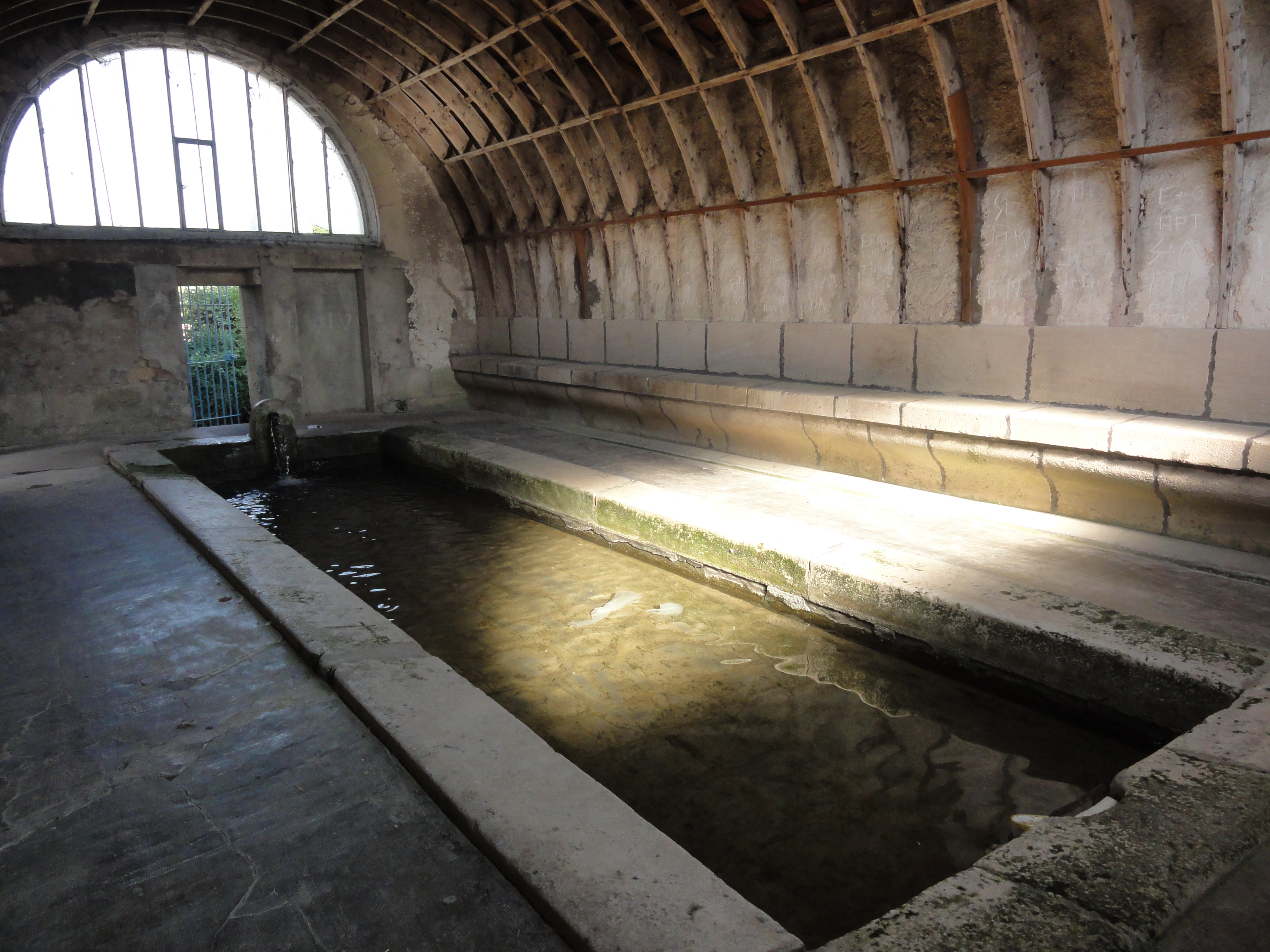
Innenansicht des Waschhauses
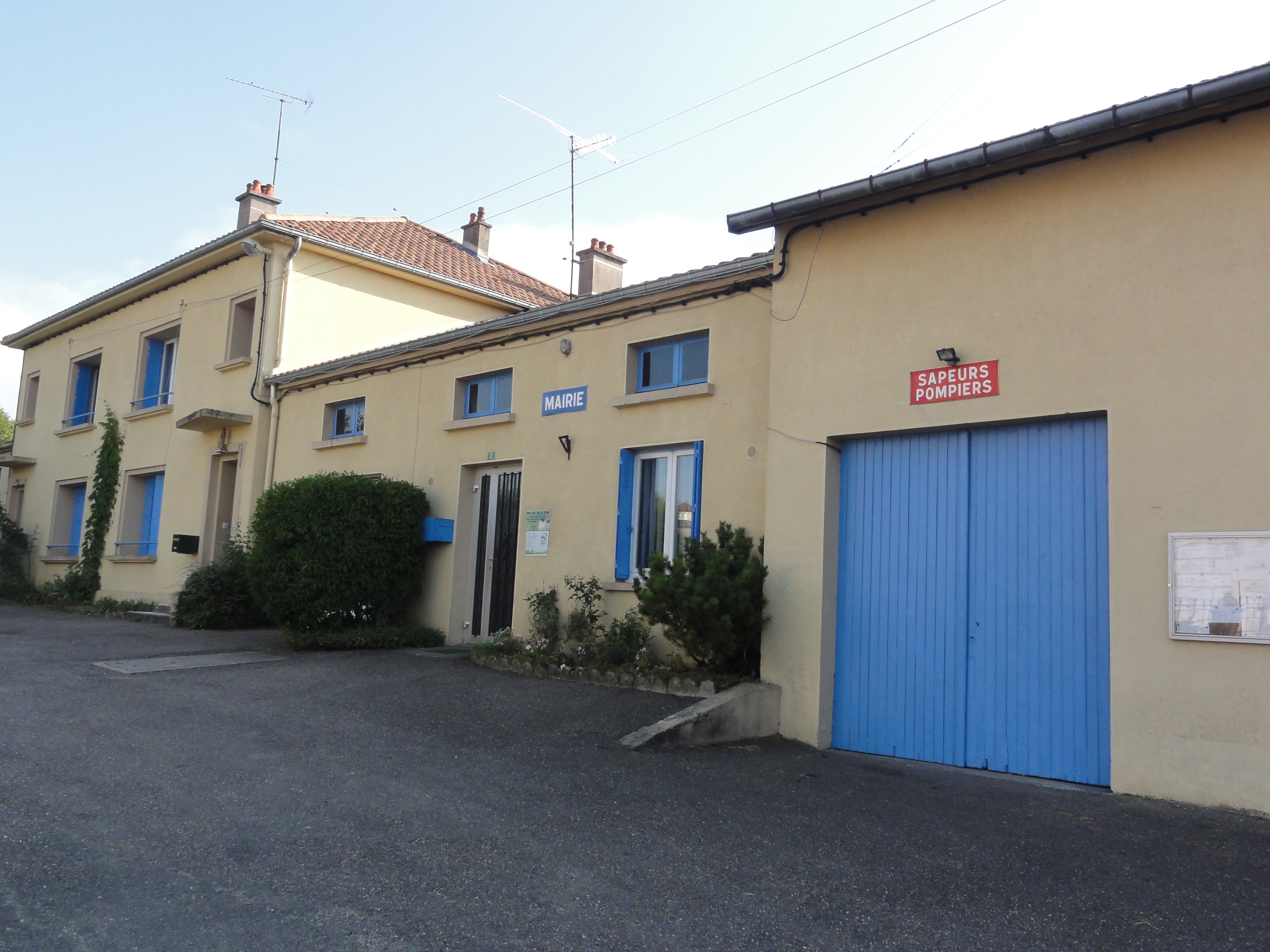
Mairie (Rathaus) mit Feuerwehrhaus

- Waschhaus, erbaut 1865

- Kirche Saint-Alban
- Innenansicht des Waschhauses
- Mairie (Rathaus) mit Feuerwehrhaus

## Verkehr
Durch den Ort Fromeréville-les-Vallons führt die Departementsstraße D 115. Die D 225, die den Nachbarort Sivry-la-Perche mit Verdun verbindet, quert ebenfalls das Gemeindegebiet.